# إبراهيم باشا الشيطان
إبراهيم باشا الشيطان (بالتركية: Şeytan İbrahim Paşa)‏ هو سياسي عثماني، تولى منصب والي مصر.

## مناصبه
تولى المناصب التالية:
- والي مصر (1661–1664)